# 清水貢
清水貢（しみずこう、1929年11月11日 - 2010年12月12日）は、日本の高校野球指導者、天理高等学校硬式野球部元監督、大淀町議会議員。

## 来歴
1929年11月11日、現在の奈良県桜井市に生まれた清水は野球好きの父の影響で野球を始め、1942年に天理第二中学校に入学、遊撃手として甲子園大会を目指したが、前年より太平洋戦争の為に大会が中断されていた。1944年、学徒勤労動員により名古屋市の愛知時計に赴き、旋盤工として機関砲弾づくりに従事する。終戦後の1946年、再開された甲子園大会の第28回全国中等学校優勝野球大会予選決勝で、和歌山中に3-11で敗退、在学中に甲子園出場はならなかった。1947年、立命館専門学校（のちの立命館大学）に進学、野球部では米川泰夫と同級生であった。1950年に新制大学の立命館大学に編入するにあたり、野球部を退部し学業に専念する。1952年卒業し、京都府会史編纂助手として奉職し、1957年、母校の天理高校に社会科教諭として採用される。

## 天理高校野球部時代
清水は1958年に奈良県高野連の審判となり、1970年には奈良県高野連の理事に着任するとともに、天理高校硬式野球部長となった。1975年8月まで、部長として野球部を支えこの間、1972年の第54回全国高等学校野球選手権大会のベスト4進出に貢献している。また、後援会のアドバイスを容れ、1975年には、白→黒→紺と変遷を重ねてきたユニホームを、純白に紫、ネームを銀糸で囲むものに変更している。1975年9月に監督に就任、1976年は鈴木康友、福家雅明を擁し春夏連続出場を果たす。1977年の春にはベスト8進出。また1978年の夏には、2回戦で津田恒美の南陽工を若井康至（若井基安の兄）の本塁打で下すなど、天理高校史上初の大会3勝を上げベスト8に入る（1972年は2勝だった）。1979年も春夏連続出場した。1980年夏、藤本博史、川本和宏、小山昌男の2年生トリオを擁し快進撃。準決勝に進み愛甲猛の横浜高等学校に雨中の熱戦の末に敗退した。主力が2年生の為にその後に期待が持たれたが、不祥事が発覚、野球部は1年間の対外試合禁止処分となり、清水も11月に監督を辞任した。甲子園出場7回（春3回、夏4回）、通算12勝7敗（春3勝3敗、夏9勝4敗）であった。部長としての出場は、春2回、夏3回の計5回。

## その後
1988年3月に天理高校を退職。社会活動に携わる。1995年には日本共産党から大淀町議会議員選挙に立候補し当選。連続2回当選後、2003年は落選。その後補欠選挙で無投票当選し返り咲いている。2007年に4選、任期中の2010年12月12日、81歳で死去した。

## エピソード
- 1979年の秋季奈良県大会準々決勝で駒田徳広の桜井商に1-6で敗退。以後、駒田を警戒し「満塁でも駒田は敬遠しろ」と指示をし、1980年春季県大会決勝で再び対戦した時、実際に敬遠した。しかし、駒田は次の打席も満塁で迎え、今度は満塁本塁打した。天理も藤本博史が満塁本塁打し、13-8で打ち合いを制した。
- 試合前夜や当日の昼食に、「テキにカツ」ということから、ビフテキとトンカツを縁起担ぎに食べる風潮があったが、清水は当日の試合の場合は、現実的な観点から早めに軽食で済ませるべきと考えている[2]。

## 著書
- 夢翔ける甲子園、かもがわ出版、1989年、ISBN 978-4906247554
- 実録軍国主義、かもがわ出版、2004年、ISBN 978-4876998470
- 熱球甲子園、文芸社、2009年、ISBN 978-4286072388